# Thomas R. Pickering
Thomas Reeve "Tom" Pickering, född 5 november 1931 i Orange, New Jersey, är en amerikansk diplomat. Han var USA:s FN-ambassadör 1989-1992.

## Biografi
Pickering avlade sin grundexamen vid Bowdoin College. Han avlade sedan sin master vid Tufts University och fick ett Fulbrightstipendium till University of Melbourne. Han tjänstgjorde i tre år som officer i USA:s flotta. 
Pickering gjorde en lång karriär inom USA:s utrikesdepartement. Han var ambassadör i Jordanien 1974-1978, Nigeria 1981-1983, El Salvador 1983-1985, Israel 1985-1988, Indien 1992-1993 och Ryssland 1993-1996. Han efterträdde 1989 Vernon A. Walters som FN-ambassadör. Han efterträddes tre år senare av Edward J. Perkins.
Pickering var understatssekreterare för politiska ärenden (Under Secretary of State for Political Affairs) mellan 1997 och 2000.